# Always Look on the Bright Side of Life
Always Look on the Bright Side of Life (Mira siempre el lado bueno de la vida) es una canción escrita por Eric Idle que apareció originalmente en la película La vida de Brian (1979), del grupo humorístico inglés Monty Python, que narra la vida de Brian Cohen, un hombre cuya vida es paralela a la de Jesucristo, llegando en algunas ocasiones a ser confundido con él. 
La canción, debido a su pegadiza melodía, se ha utilizado en muchos actos públicos, como partidos de fútbol e incluso funerales. 

## Historia
Rodando la escena final de La vida de Brian, el reparto estaba aburrido y acalorado en sus cruces, y Eric Idle empezó a cantar una pequeña canción. A todos (excepto a Idle) les gustó, y decidieron usarla. Desde entonces se ha convertido en la canción más popular del grupo de humoristas.
Brian Cohen (Graham Chapman) ha sido condenado a morir crucificado por su participación en un intento de secuestro. Después de una serie de posibilidades de ser rescatado que acaban fracasando, un personaje de una cruz cercana (Eric Idle) intenta animarle cantando "Always Look on the Bright Side of Life". Según avanza la canción, los demás crucificados (140 en total, según el guion, aunque sólo se ven muchos menos en pantalla) empiezan a bailar muy limitadamente (solo con los pies o la cabeza) y a sumarse al silbido del estribillo. La canción continúa mientras la escena cambia a un plano general de las cruces y aparecen los créditos finales. La segunda mitad de los créditos va acompañada por una versión instrumental.
"Always Look on the Bright Side of Life" fue concebida como una parodia del estilo de las canciones de las películas de Disney. Podría ser considerada una respuesta a "Dame un silbidito" de Pinocho. Su aparición al final de la película, cuando está claro que el protagonista va a morir, muestra la filosofía de los Monty Python, que observan la vida y la muerte desde un punto objetivo externo a impresiones emocionales. Los Python ven el ciclo vital como un absurdo y tan interiorizado tienen este concepto que recitaron a coro esta canción en el funeral del componente que protagonizó la película, Graham Chapman.
La canción tuvo dos reediciones en formato de sencillo, sumada a la edición original en 1979. Recién en su reedición de 1991, "Always..." tuvo su reconocimiento comercial y de popularidad, gracias a su difusión en un especial de canciones parodia que el DJ Simon Mayo emitió en su programa matutino de la Radio 1 de BBC. En esa reedición, Eric Idle regrabó algunas frases, quitando las de lenguaje altisonante y, en una versión hecha para los shows del comediante, mencionando al DJ que re-difundió la canción y la convirtió en un éxito. Esa versión se la publicó como "radio edit" y el sencillo trepó al número 3 del UK Singles Chart y al primer puesto en Irlanda.
En 2010, Eric Idle, el autor del tema, compuso una versión de la conocida canción dedicada a la selección inglesa de fútbol, y la declaró como himno no oficial de Inglaterra, criticando al equipo inglés y animándolo a seguir adelante a pesar de las derrotas.

## Curiosidades
- La banda británica de heavy metal Iron Maiden ha utilizado esta canción como despedida en sus conciertos. También la banda Dire Straits la empleó en su última gira de 1991-92.
- La banda alemana de power metal Heaven's Gate grabó una versión del tema adaptado a su estilo.
- La banda punk estadounidense Green Day ha introducido parte del tema en su particular versión de Shout, en su DVD Bullet in a Bible.
- La paródica banda alemana J.B.O. también ha grabado su propia versión de la canción.
- El guitarrista canadiense Bruce Cockburn grabó una versión para su disco en directo de 1990 Bruce Cockburn Live.
- Harry Nilsson grabó una versión como cierre de su disco de 1980 Flash Harry.
- La artista Emilie Autumn ha grabado una versión instrumental de la canción.
- La banda alemana AnnenMayKantereit también tiene su versión.
- En Chile, la cerveza Cristal creó un comercial con una melodía muy similar, inclusive en los silbidos, y la temática de mirar el lado positivo de la vida.
- Las tripulaciones del HMS Sheffield y del HMS Coventry, ambas embarcaciones hundidas en la Guerra de las Malvinas, aguardaban el rescate cantando esta canción.[4]
- En 2017, el grupo de música dance alemán Scooter grabó una versión de la canción en ritmo de hardbass y techno.